# 키리바시 달러

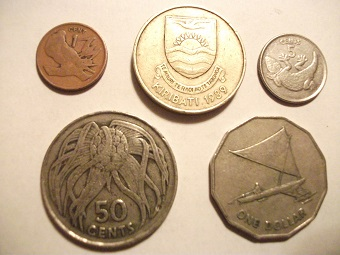

키리바시 달러(Kiribati dollar)는 키리바시의 통화이다. 독자적인 통화는 아니지만, 오스트레일리아 달러와 1:1 비율로 교환된다. 키리바시는 1979년에 동전을 발행했으며 오스트레일리아의 지폐와 동전도 함께 통용된다.

## 동전
1979년 키리바시는 1, 2, 5, 10, 20, 50 센트, 1 달러짜리 동전을 발행했다. 50센트짜리 동전과 1달러짜리 동전을 제외한 키리바시의 모든 동전들은 오스트레일리아의 동전과 크기가 같다. 키리바시의 50센트짜리 동전은 오스트레일리아의 50센트짜리 동전에 비해 작고 둥글며 키리바시의 1달러짜리 동전은 오스트레일리아의 1달러짜리 동전보다 크고 12각형이다.

## 같이 보기
- 투발루 달러